# Алиса из Схарбека
Святая Алиса (фр. Alix de Schaerbeek, Alice, Adélaïde, Aleyde, 1225, Схарбек (ныне Бельгия) — 1250, Аббатство Камбр, Брюссель) — святая Римско-Католической Церкви, почитается как покровительница слепых и парализованных.

## Биография
Алиса родилась в 1225 году в городе Схарбек, недалеко от Брюсселя. С семилетнего возраста Алиса жила в цистерцианском монастыре в келье святой Марии, где она прожила всю свою жизнь. Когда Алисе было двадцать лет, она заболела проказой и должна была жить в изолированных условиях в монастыре. Заболевание приносило Алисе сильные страдания, и в конце жизни она ослепла и стала парализованной. Несмотря на это, Алиса переживала глубокую духовную жизнь. Она испытала многочисленные мистические откровения. Алиса умерла в 1250 году, в возрасте двадцати пяти лет.

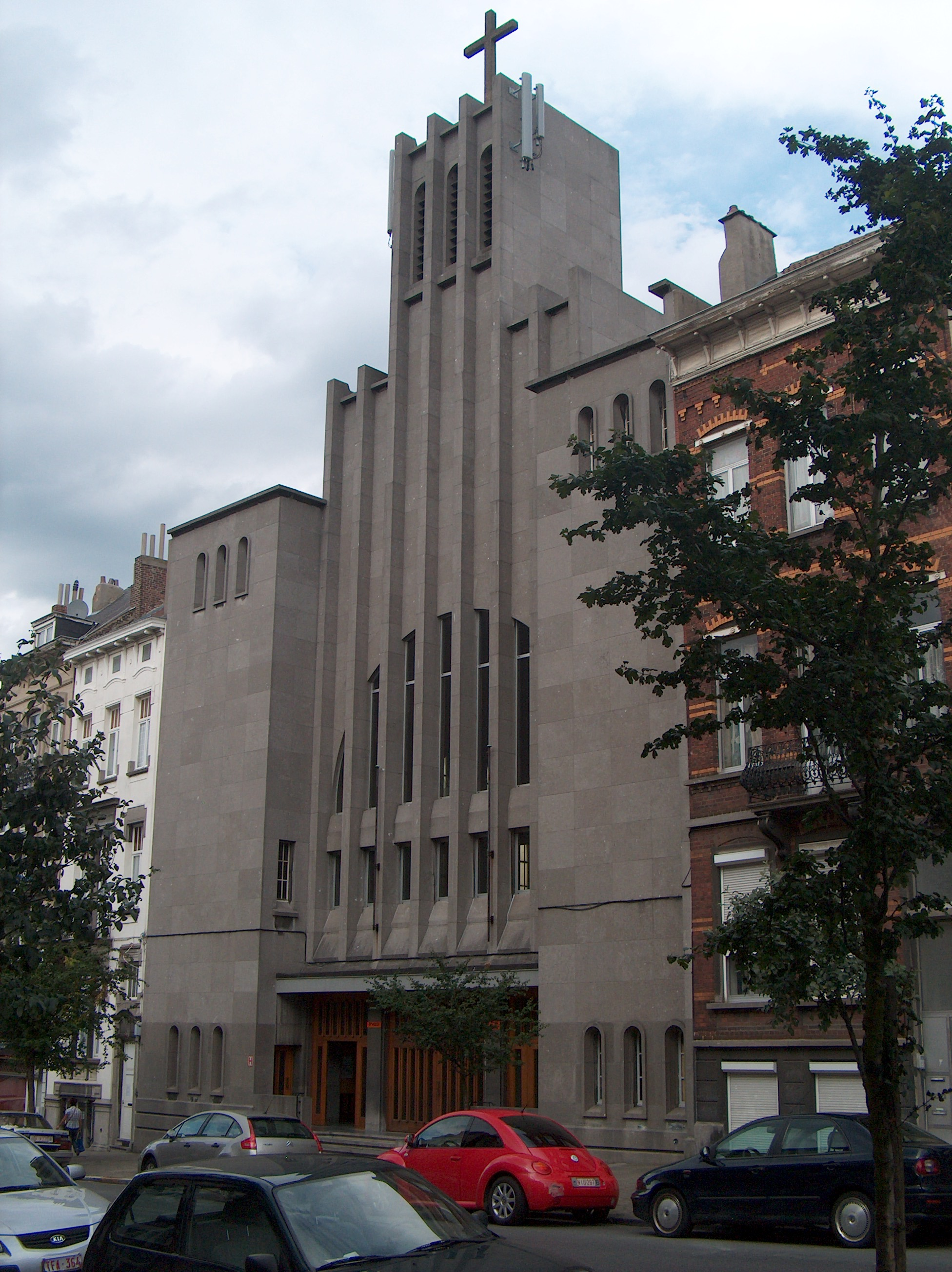
Церковь, освящённая в память святой Алисы в Схарбеке (1952 год)

## Прославление
Алиса была канонизирована в 1907 году Римским папой Пием X. 30 сентября 1954 года в Брюсселе был освящен храм во имя святой Алисы. Ранее её именем освящалась также Церковь Святой Терезы Авильской и Алисы из Схарбека.
День памяти в Католической Церкви — 15 июня.